# Liste der Bürgermeister von Bregenz

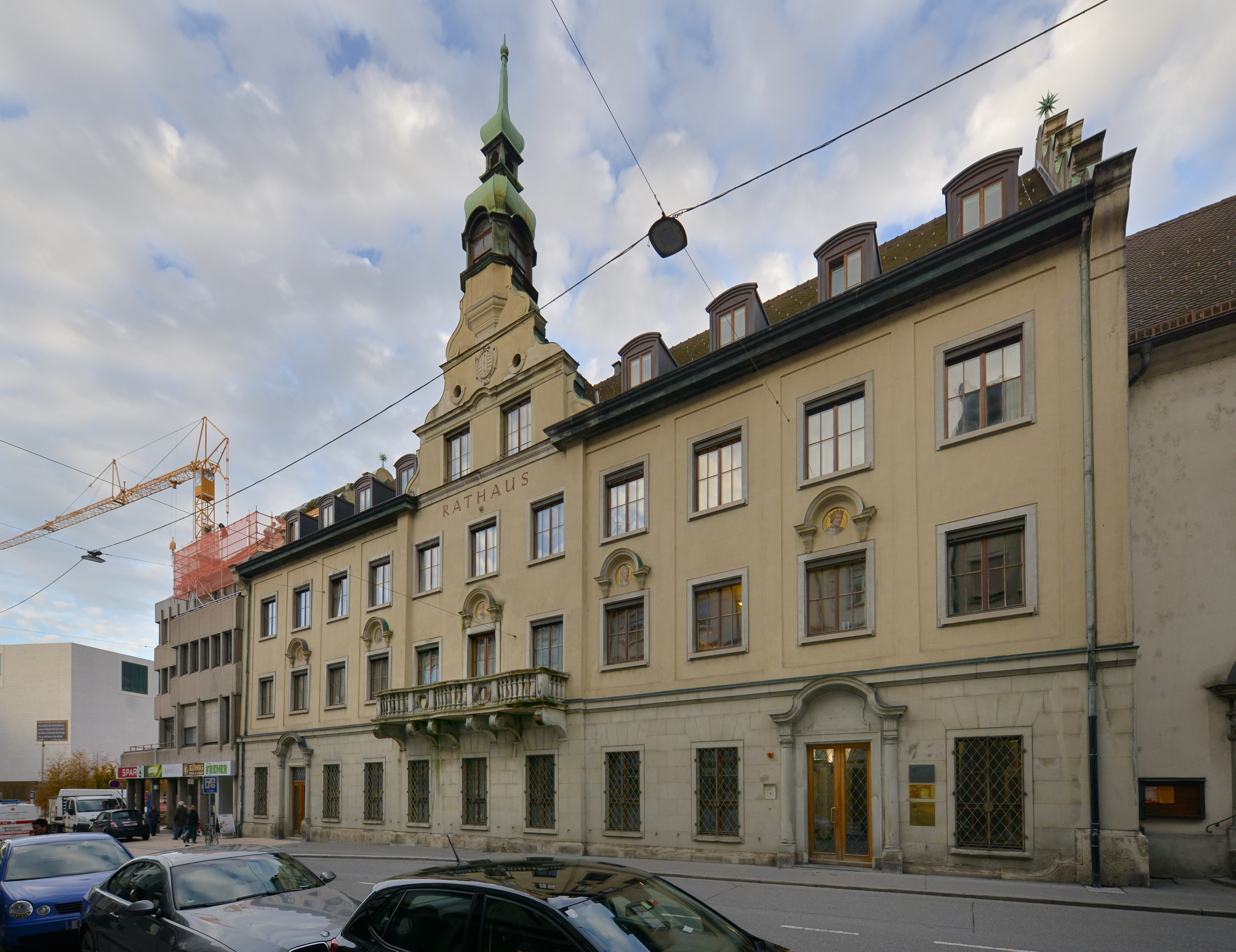
Das Rathaus Bregenz, seit 1810 Sitz der Stadtverwaltung

Diese Liste der Bürgermeister umfasst in antichronologischer Folge die Oberhäupter der Stadt Bregenz seit dem Jahr 1815. Damals kam das Gebiet des heutigen Vorarlbergs, welches während der Napoleonische Kriege zu Bayern gehört hatte, zurück an Österreich. Bereits 1643 hatte die Stadt das Recht zur freien Wahl eines Stadtammannes erhalten. Mit den Reformen Kaiser Josephs II. in den 1780er-Jahren wurde die städtische Selbstverwaltung jedoch stark beschnitten: Stadtrat und Bürgermeister wurden nun nicht mehr gewählt, sondern ernannt. Auch gemäß der 1819 eingeführten neuen Gemeindeordnung musste der Bürgermeister vom Kreisamt, die Magistratsräte vom Landgericht bestätigt werden, sie unterlagen also behördlicher Kontrolle. Im Zuge der Revolution von 1848/1849 erstarkte die städtische Autonomie, die liberalen Strömungen wurden jedoch durch das Silvesterpatent des jungen Kaisers Franz Joseph I. schnell wieder beschnitten. Erst das Oktoberdiplom brachte eine erneute Liberalisierung, wobei das Bregenzer Bürgertum sich als konservativ erwies und mehrmals Franz Xaver Gmeinder, der bereits während des Vormärz regiert hatte, ins Amt wählte. Das mit dem Entstehen der Ersten Republik eingeführte allgemeine, gleiche und geheime Wahlrecht wurde mit der Verfassung des Ständestaates 1934 wieder aufgehoben. Erster frei gewählter Bürgermeister der Zweiten Republik wurde Julius Wachter.

## Auflistung
| Amtszeit                           | Name                  | Partei   | Bild | Anmerkung | Vizebürgermeister                                                                              |
| ---------------------------------- | --------------------- | -------- | ---- | --- | ---------------------------------------------------------------------------------------------- |
| Seit 2. November 2020              | Michael Ritsch        | SPÖ      |      | | Sandra Schoch (Grüne)                                                                          |
| 12. Jänner 1998 – 1. November 2020 | Markus Linhart        | ÖVP      |      | | Sandra Schoch (Grüne, ab 2013) Gernot Kiermayr (Grüne, 2005–2013) Albert Skala (ÖVP, bis 2005) |
| 27. April 1990 – 11. Jänner 1998   | Siegfried Gasser      | ÖVP      |      | | Albert Skala (ÖVP)                                                                             |
| 11. Oktober 1988 – 26. April 1990  | Norbert Neururer      | SPÖ      |      | | Werner Schelling (SPÖ)                                                                         |
| 11. Mai 1970 – 10. Oktober 1988    | Fritz Mayer           | SPÖ      |      | | Norbert Neururer (SPÖ, 1985–1988) … Hubert Kinz (FPÖ, 1970–1975)                               |
| 13. Mai 1950 – 11. Mai 1970        | Karl Tizian           | ÖVP      |      | |                                                                                                |
| 6. Juni 1947 – 12. Mai 1950        | Othmar Michler        | ÖVP      |      | |                                                                                                |
| 13. Juni 1945 – 5. Juni 1947       | Julius Wachter        | ÖVP      |      | Nach Stefan Kohlers Rückzug von den französischen Besatzern eingesetzt. Sohn des Vorkriegsbürgermeisters Matthias Wachter.                                                   |                                                                                                |
| 30. Mai 1945 – 12. Juni 1945       | Stefan Kohler         | ÖVP      |      | Von den französischen Besatzern wohl aufgrund eines Irrtums (Namensgleichheit mit einem Stadtrat) eingesetzt, übergab das Amt nach zwei Wochen an Julius Wachter             |                                                                                                |
| 1938–1945                          | Carl Solhardt         | NSDAP    |      | Nach dem Anschluss Österreichs eingesetzt, Ende April 1945 geflohen. | Walter von Schwerzenbach (NSDAP)                                                               |
| 1929–1938                          | Matthias Wachter      | CS/VF    |      | Nach Einrichtung des Ständestaates 1934 im Amt bestätigt. |                                                                                                |
| 1906–1929                          | Ferdinand Kinz        | DnP/GDVP |      | Nachfahre des vormaligen Bürgermeisters Anton Kinz (erstmals ab 1861), Vater des Vizebürgermeisters (1970–1975) Hubert Kinz, Großvater des Landtagsabgeordneten Hubert Kinz. |                                                                                                |
| 1902–1906                          | Albert Pedenz         |          |      | |                                                                                                |
| 1891–1902                          | Josef Hutter          |          |      | |                                                                                                |
| 1878–1890                          | Andreas Fetz          |          |      | |                                                                                                |
| 1877–1878                          | Theodor Schmid        |          |      | |                                                                                                |
| 1874–1877                          | Gerhard Meschenmoser  |          |      | |                                                                                                |
| 1873–1874                          | Karl Braun            |          |      | |                                                                                                |
| 1870–1872                          | Anton Kinz            |          |      | |                                                                                                |
| 1867–1870                          | Carl von Seyffertitz  |          |      | |                                                                                                |
| 1864–1867                          | Franz Xaver Gmeinder  |          |      | |                                                                                                |
| 1861–1864                          | Anton Kinz            |          |      | |                                                                                                |
| 1850–1861 1847–1850                | Franz Xaver Gmeinder  |          |      | Sohn des gleichnamigen Bürgermeisters von 1815–1826. 1847 letzter ernannter und 1850 erster gewählter Bürgermeister                                                          |                                                                                                |
| 1829–1847                          | Johann Nepomuk Reiner |          |      | |                                                                                                |
| 1826–1829                          | ?                     |          |      | |                                                                                                |
| 1815–1826                          | Franz Xaver Gmeinder  |          |      | |                                                                                                |